# (90713) Chajnantor
(90713) Chajnantor est un astéroïde de la ceinture principale.

## Description
(90713) Chajnantor est un astéroïde de la ceinture principale. Il fut découvert le 11 novembre 1990 à Geisei par Tsutomu Seki. Il présente une orbite caractérisée par un demi-grand axe de 2,28 UA, une excentricité de 0,20 et une inclinaison de 6,5° par rapport à l'écliptique.

## Compléments